# Que dolor/Spera, aspetta e spera
Que dolor/Spera, aspetta e spera ventiquattresimo 45 giri della cantante pop italiana Raffaella Carrà, pubblicato nel 1984 dall'etichetta discografica Hispavox e distribuito dalla CGD Messaggerie Musicali s.p.a. Milano.

## Que dolor
Era la seconda sigla iniziale della trasmissione televisiva di mezzogiorno Pronto, Raffaella?, cantata in spagnolo, e messa in onda dalla puntata del 16 aprile 1984 durante la prima stagione del programma (1983-84).
Il video è disponibile sul DVD nel cofanetto Raffica Carrà del 2007.
Visto il successo della sigla, il 45 giri, inizialmente destinato al mercato estero, fu distribuito anche in Italia e ha raggiunto la ventunesima posizione della classifica italiana settimanale delle vendite.
L'edizione in italiano intitolata Che dolor è reperibile nell'album Raffaella Carrà 82, pubblicato due anni prima.

Nel 1999 nelle raccolte di remix Fiesta - I grandi successi per l'Italia e Fiesta - Grandes Éxitos per i mercati latini, Raffaella ripropone il brano in versione dance, rispettivamente cantandolo in italiano e in spagnolo.

### Cover
- 2015 - Lilian nella compilation Un'estate al mare 2015 (As.records)

## Spera, aspetta e spera
È la cover di Lança perfume (1980), un classico della regina del rock brasiliano Rita Lee, con il testo in italiano di Cristiano Malgioglio.: lato b del disco scelto tra i brani dell'album Fatalità, pubblicato l'anno precedente.

## Tracce
Edizioni musicali Hispavox e Anteprima.
Lato A
1. Que dolor – 3:27 (testo: Ignacio Ballesteros – musica: Danilo Vaona, Gianni Gastaldo)

Lato B
1. Spera, aspetta e spera (Lança perfume) – 3:22 (testo: Cristiano Malgioglio – musica: Rita Lee, Roberto De Carvalho)

## Classifiche
| Classifica (1984) | Posizione raggiunta |
| ----------------- | ------------------- |
| Italia            | 21                  |